# Volleyball World Beach Pro Tour 2025 der Männer
Die Volleyball World Beach Pro Tour 2025 der Männer besteht aus 49 Beachvolleyball-Turnieren. Zwölf Turniere gehören in die Kategorie „Elite16“, sieben Turniere in die Kategorie „Challenge“ und 30 in die Kategorie „Futures“. Hinzu kommt noch die Weltmeisterschaft in Adelaide. 

## Turniere

### Übersicht
Die folgende Tabelle zeigt alle Männer-Turniere (außer Futures) der Volleyball World Beach Pro Tour 2025.
| Austragungsort | Land                | Kategorie         | Datum                            |
| -------------- | ------------------- | ----------------- | -------------------------------- |
| Yucatán        | Mexiko              | Challenge         | 20. bis 23. März 2025            |
| Quintana Roo   | Mexiko              | Elite16           | 26. bis 30. März 2025            |
| Saquarema      | Brasilien           | Elite16           | 9. bis 13. April 2025            |
| Brasília       | Brasilien           | Elite16           | 16. bis 20. April 2025           |
| Xiamen         | Volksrepublik China | Challenge         | 15. bis 18. Mai 2025             |
| Ostrava        | Tschechien          | Elite16           | 28. Mai bis 1. Juni 2025         |
| Alanya         | Türkei              | Challenge         | 12. bis 15. Juni 2025            |
| Stare Jabłonki | Polen               | Challenge         | 26. bis 29. Juni 2025            |
| Gstaad         | Schweiz             | Elite16           | 2. bis 6. Juli 2025              |
| Baden          | Österreich          | Challenge         | 5. bis 10. August 2025           |
| Montreal       | Kanada              | Elite16           | 13. bis 17. August 2025          |
| Hamburg        | Deutschland         | Elite16           | 27. bis 31. August 2025          |
| João Pessoa    | Brasilien           | Elite16           | 17. bis 21. September 2025       |
| Rio de Janeiro | Brasilien           | Elite16           | 24. bis 28. September 2025       |
| tbd            | Mexiko              | Challenge         | 1. bis 5. Oktober 2025           |
| Newport Beach  | Vereinigte Staaten  | Elite16           | 7. bis 11. Oktober 2025          |
| Nuvali         | Philippinen         | Challenge         | 16. bis 19. Oktober 2025         |
| Kapstadt       | Südafrika           | Elite16           | 22. bis 26. Oktober 2025         |
| Doha           | Katar               | Elite16           | 28. Oktober bis 1. November 2025 |
| Adelaide       | Australien          | Weltmeisterschaft | 14. bis 23. November 2025        |

### Yucatán
Challenge, 20. bis 23. März 2025
| Platz | Team                                    |
| ----- | --------------------------------------- |
| 1     | Ondřej Perušič / David Schweiner        |
| 2     | Yves Haussener / Julian Friedli         |
| 3     | João Pedrosa / Hugo Campos              |
| 4     | Christoph Dressler / Philipp Waller     |
| 5     | Adelmo Goncalves / Mateus De Paula      |
| 5     | Noslen Diaz / Jorge Alayo               |
| 5     | Téo Rotar / Arnaud Gauthier-Rat         |
| 5     | Jacob Hölting Nilsson / Elmer Andersson |

### Quintana Roo
Elite16, 26. bis 30. März 2025
| Platz | Team                                    |
| ----- | --------------------------------------- |
| 1     | Noslen Diaz / Jorge Alayo               |
| 2     | Nicolás Capogrosso / Tomas Capogrosso   |
| 3     | Chaim Schalk / James Shaw               |
| 4     | Alexander Brouwer / Steven van de Velde |
| 5     | Ondřej Perušič / David Schweiner        |
| 5     | Paul Henning / Lui Wüst                 |
| 5     | Mathias Berntsen / Hendrik Mol          |
| 5     | David Åhman / Jonatan Hellvig           |

### Saquarema
Elite16, 9. bis 13. April 2025
| Platz | Team                                    |
| ----- | --------------------------------------- |
| 1     | Anders Mol / Christian Sørum            |
| 2     | David Åhman / Jonatan Hellvig           |
| 3     | Stefan Boermans / Yorick de Groot       |
| 4     | Pedro Sousa / Renato Lima               |
| 5     | Nicolás Capogrosso / Tomas Capogrosso   |
| 5     | Noslen Diaz / Jorge Alayo               |
| 5     | Lukas Pfretzschner / Sven Winter        |
| 5     | Alexander Brouwer / Steven van de Velde |

### Brasília
Elite16, 16. bis 20. April 2025
| Platz | Team                                  |
| ----- | ------------------------------------- |
| 1     | Stefan Boermans / Yorick de Groot     |
| 2     | Evandro Gonçalves / Arthur Mariano    |
| 3     | Anders Mol / Christian Sørum          |
| 4     | Michał Bryl / Bartosz Łosiak          |
| 5     | Nicolás Capogrosso / Tomas Capogrosso |
| 5     | Timo Hammarberg / Tim Berger          |
| 5     | Mārtiņš Pļaviņš / Kristiāns Fokerots  |
| 5     | Mathias Berntsen / Hendrik Mol        |

### Xiamen
Challenge, 15. bis 18. Mai 2025
| Platz | Team                              |
| ----- | --------------------------------- |
| 1     | Cherif Younousse / Ahmed Tijan    |
| 2     | Marco Krattiger / Leo Dillier     |
| 3     | Téo Rotar / Arnaud Gauthier-Rat   |
| 4     | Adrian Mol / Markus Mol           |
| 5     | Kevin Cuzmiciov / Eylon Elazar    |
| 5     | Yves Haussener / Julian Friedli   |
| 5     | Adrian Heidrich / Jonathan Jordan |
| 5     | Chase Budinger / Miles Evans      |

### Ostrava
Elite16, 28. Mai bis 1. Juni 2025
| Platz | Team                                   |
| ----- | -------------------------------------- |
| 1     | David Åhman / Jonatan Hellvig          |
| 2     | Clemens Wickler / Nils Ehlers          |
| 3     | Ondřej Perušič / David Schweiner       |
| 4     | Michał Bryl / Bartosz Łosiak           |
| 5     | Miles Partain / Andy Benesh            |
| 5     | Cherif Younousse / Ahmed Tijan         |
| 5     | Mārtiņš Pļaviņš / Kristiāns Fokerots   |
| 5     | Jonas Sagstetter / Benedikt Sagstetter |

### Alanya
Challenge, 12. bis 15. Juni 2025
| Platz | Team                              |
| ----- | --------------------------------- |
| 1     | Ondřej Perušič / David Schweiner  |
| 2     | Téo Rotar / Arnaud Gauthier-Rat   |
| 3     | George Wanderley / Saymon Barbosa |
| 4     | Izac Carracher / Mark Nicolaidis  |
| 5     | Timo Hammarberg / Tim Berger      |
| 5     | Pedro Sousa / Renato Lima         |
| 5     | Lukas Pfretzschner / Sven Winter  |
| 5     | Chase Budinger / Miles Evans      |

### Stare Jabłonki
Challenge, 26. bis 29. Juni 2025
| Platz | Team                            |
| ----- | ------------------------------- |
| 1     | Marco Krattiger / Leo Dillier   |
| 2     | Michał Bryl / Bartosz Łosiak    |
| 3     | Paul Henning / Lui Wüst         |
| 4     | David Åhman / Jonatan Hellvig   |
| 5     | Téo Rotar / Arnaud Gauthier-Rat |
| 5     | Clemens Wickler / Nils Ehlers   |
| 5     | Kevin Cuzmiciov / Eylon Elazar  |
| 5     | Serhij Popow / Eduard Resnik    |

### Gstaad
Elite16, 2. bis 6. Juli 2025
| Platz | Team                                    |
| ----- | --------------------------------------- |
| 1     | Cherif Younousse / Ahmed Tijan          |
| 2     | Jacob Hölting Nilsson / Elmer Andersson |
| 3     | Stefan Boermans / Yorick de Groot       |
| 4     | George Wanderley / Saymon Barbosa       |
| 5     | Evandro Gonçalves / André Loyola Stein  |
| 5     | Clemens Wickler / Nils Ehlers           |
| 5     | Alexander Brouwer / Steven van de Velde |
| 5     | Anders Mol / Christian Sørum            |

### Baden
Challenge, 5. bis 10. August 2025
| Platz | Team                                    |
| ----- | --------------------------------------- |
| 1     | Jacob Hölting Nilsson / Elmer Andersson |
| 2     | Clemens Wickler / Nils Ehlers           |
| 3     | Calvin Aye / Rémi Bassereau             |
| 4     | Chase Budinger / Miles Evans            |
| 5     | Izac Carracher / Mark Nicolaidis        |
| 5     | Timo Hammarberg / Tim Berger            |
| 5     | Lukas Pfretzschner / Sven Winter        |
| 5     | Serhij Popow / Eduard Resnik            |

### Montreal
Elite16, 13. bis 17. August 2025
| Platz | Team                                    |
| ----- | --------------------------------------- |
| 1     | Anders Mol / Christian Sørum            |
| 2     | Jacob Hölting Nilsson / Elmer Andersson |
| 3     | Ondřej Perušič / David Schweiner        |
| 4     | David Åhman / Jonatan Hellvig           |
| 5     | Nicolás Capogrosso / Tomas Capogrosso   |
| 5     | Izac Carracher / Mark Nicolaidis        |
| 5     | Paul Henning / Lui Wüst                 |
| 5     | Michał Bryl / Bartosz Łosiak            |